# Франо Супило
Франо Супило (Цавтат, 30. новембар 1870 — Лондон, 23. мај 1917) био је хрватски политичар.

## Биографија
Рођен је 30. новембра 1870. у Цавтату у породици Иве и Маре (рођ. Гуљемовић). Отац Иво био је зидар поријеклом из Ускопља (малог села у сјеверозападном дијелу Конавала), а мајка Мара из Обода код Цавтата и вукла је поријекло из италијанске породице Гуљеми.
По завршетку петог разреда основне школе уписао се у троразредну грађанску школу. С пријатељима је основао тајно друштво које је имало за циљ да се пропагандом бори против њемачке превласти. Слоган друштва био је Доле са свим што на Ниемце сиећа! Приликом боравка престолонасљедника Рудолфа и његове супруге Стефаније у Дубровнику (март 1885), у тренутку свечаног дочека, Супило је одлучио да принчевски пар не поздрави скидањем капе како је било уобичајено.
По завршетку грађанске школе хтио је да постане поморски официр, али школовање за поморца захтијевало је велике новчане издатке, које Супило није могао да издвоји. Када није успио да добије стипеднију у фебруару 1886. напустио је поморску школу. Почетком априла 1887. уписао се у двогодишњу пољопривредну школу. По завршетку овог школовања одмах се и запослио у овој школи.

Након побједе српско-аутономашке коалиције на општинским изборима у Дубровнику маја 1890. године, стара идеја о покретању политичког листа поново је оживјела. Главни заговорник покретања листа био је Супило, којем је идеја водиља била да се овим листом супротстави наводној „србијанској пропаганди“. Супилов труд уродио је плодом и 7. фебруара 1891. године је у Дубровнику почео да излази недјељник Црвена Хрватска. Име је узето према Љетопису Попа Дукљанина, у којем се јужна Далмација назива Црвеном Хрватском. Као име издавача у заглављу листа налазило се Супилово име. У то вријеме био је присталица Старчевићеве Странке права. У првом броју листа објављена је програмска схема листа коју пише Супило. У том тексту, Супило је закључио како хрватски народ има право, као и други словенски народи, на опстанак и уједињење, што би други јужнословенски народи требало да разумију и да се са тиме солидаришу. Ту се конкретно осврнуо на Србе, који су оспоравали „Име, развој и државно уједињење хрватско“ умјесто да Хрватима пруже помоћ. Неколико дана касније појавио се други Супилов чланак под насловом „Исправак“, у којем је изнио тезу о преуређењу Аустроугарске из двојне монархије у федералну државу. Према Супилу ту државу је требало да сачињавају државе свих народа који су се налазили у склопу Аустроугарске.
Након раскола у Странци права, Супило је критиковао Јосипа Франка, тврдивши како је он зачетник опасне политике која је под бучним шовинистичком фразама настојала да хрватску политику повијеже са Бечом, те да је Франк као слуга те политике омогућавао стварање Хрватске, која би постала средство аустријског продора на Балкан. У јануару 1890. покренуо је на Сушаку Нови лист, али је у марту 1901. због цензуре прешао с листом у Ријеку, гдје је закон о штампи био нешто блажи него у бановинској Хрватској. Име листа је промијенио 1907. године у Ријечки нови лист. Упркос трајним политичким и материјалним тешкоћама све до емигрирања у јулу 1914. године, истрајао је у штампи свог листа, који је убрзо постао најутицајнији опозициони лист у Хрватској. На основу искуства Хрватског народног покрета (1903—1904), у ком је активно судјеловао, конципирао је основне принципе своје Политике новог курса и преко Ријечке резолуције и Хрватско-српске коалиције започео борбу за остваривање својих идеја. Супило је био увјерен како ће у оквиру дуалистичког сукоба Мађара и Беча успјети да заигра улогу трећег фактора, ради демократизације политичких прилика у Бановини.
Супило са Антом Трумбићем и Винком Милићем ствара политику новог курса, која је имала за циљ да истакне неопходност јединства југословенских народа, а посебно заједничку политичку борбу Срба и Хрвата. Тим поводом донета је Ријечка резолуција, на конференцији у Ријеци одржаној 2. и 3. октобра 1905. године.
Од маја 1906. до марта 1908. године, био је стварни вођа Хрватско-српске коалиције. Након Фиредјунговог процеса (1909) дошао је у сукоб са Прибићевићу склоном већином у вођству и иступио из коалиције. Настављајући борбу против прорежимске политике приближио се социјалистима, а своју даљу национално-револуционарну активност темељио је на омладини и постао је њен главни идеолог. Почетком јула 1914. године отишао је у емиграцију (прво у Италију, а потом у Енглеску), гдје је започео своју активност за ослобођење јужнословенских народа од Аустроугарске и за њихово демократско, равноправно уједињење у новој слободној државној заједници. У емиграцији је био један од оснивача Југословенског одбора. С великом проницљивошћу је 1915. године први открио припремање Лондонског пакта и спроводио је дипломатску кампању против његових антихрватских одредби.
Због питања начина уједињења и будућег уређења заједничке државе дошао је у оштар сукоб са Николом Пашићем и почетком јуна 1916. иступио је из Југословенског одбора, јер је већина у њему подупирала Пашића. Супило се залагао за федерално, а против централистичко-монархистичког уређења будуће државе. Након иступања из Југословенског одбора, па све до своје смрти, наставио је дипломатску борбу за ослобођење и уједињење јужнословенских земаља на равноправној бази. Преминуо је 23. септембра 1917. године у Лондону. Супилово главно дјело је Политика у Хрватској, које чине чланци из Ријечког новог листа. Прво издање је објављено 1911, а друго 1953. године.